# Филина, Надежда Анатольевна
Наде́жда Анато́льевна Фи́лина (род. 27 июня 1984 года в г. Москве) — российская спортсменка, член сборной России по бобслею.
Профессионально занимается бобслеем с 2006 года.
С 2007 года Надежда Филина член сборной России по этому виду спорта (экипажи-«двойки»).
Участница состязаний молодёжных чемпионатов мира по бобслею:
- 2009 год, Кёнигсзее, Германия — 7-е место
- 2010 год, Санкт-Мориц, Швейцария — 5-е место

Участница состязаний Еврокубка по бобслею с 25 ноября 2008 года (лучший результат — 6-е место на этапе в Санкт-Морице, Швейцария, 21 января 2010 года).
23 ноября 2009 года во время тренировочных заездов на санно-бобслейной трассе в Кёнигсзее (Германия)
произошёл инцидент — российский женский экипаж-двойка в составе Надежды Филиной и Ирины Скворцовой из-за ошибки судьи выехал на трассу на красный свет. Боб с женским экипажем перевернулся, и в него на полной скорости врезался стартовавший из других стартовых ворот российский мужской экипаж (Евгений Пашков и Андрей Матюшко). Ирина Скворцова получила тяжелейшие травмы, а Надежда Филина — ушибы, но вскоре смогла вернуться к соревнованиям.